# Los del Cerro
Los del Cerro es el nombre que recibe la principal barra brava de Everton de Viña del Mar, un equipo de fútbol de Chile.
Es una de las hinchadas del fútbol chileno, siendo su rival característico Los Panzers, formada por los seguidores de Santiago Wanderers, y con quienes ha protagonizado diversos hechos de violencia, especialmente tras el llamado clásico porteño o de la V Región, en el que se enfrentan ambos clubes .

## Historia

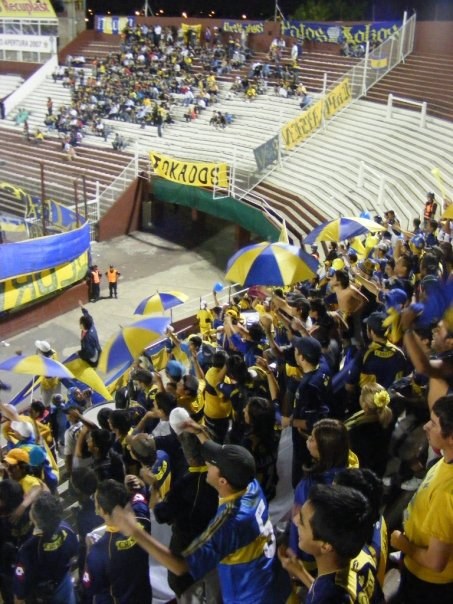
Los del Cerro en Buenos Aires.

La barra se formó en el año 2003 tras la separación de un grupo de jóvenes de la barra Los Ruleteros (se dice que hubo un quiebre entre los integrantes) tras lo cual se trasladaron a la galería Cerro (razón por la cual llevan su nombre), desde ese día la barra sufrió un proceso de adaptación y de crecimiento que se mantiene hasta el día de hoy.
Al principio comenzó siendo un muy reducido grupo de hinchas ya que la gran masa se encontraba en la otra barra pero de a poco fue sumando adeptos, que han logrado una gran organización la cual queda reflejada en el colorido y la espectacularidad de esta, sobre todo en los encuentros importantes como son el clásico porteño y en los enfrentamientos ante alguno de los equipos grandes de Chile.
Esta barra ha llegado a una gran cantidad de estadios en su país y ha logrado tener grandes grupos de seguidores sobre todo en la Quinta Región y un grupo más reducido en el resto de Chile incluso llegando a Punta Arenas (ciudad del sur de Chile), siendo en Santiago donde se concentra la mayor cantidad de hinchas de Everton fuera de su región.
Para la Copa Libertadores 2009 la barra llegó hasta Buenos Aires logrando una sorprendente concurrencia de hinchas (cerca de 700) en el partido con Lanús el cual Everton terminó ganando por 2-1 lo que se convirtió en un hito histórico para el fútbol chileno (primera victoria en tierras trasandinas).